# F FINAL
『F FINAL』（エフ・ファイナル）は、六田登による日本の漫画。「F―エフ―」のシリーズの一つとして描かれている。
それまでのシリーズで描かれた赤木家の物語とは異なり、設定も登場人物も全く別物のアナザーストーリーであるが、シリーズのキーワードである「なんぴとたりとも俺の前は走らせねーッ!」はそのまま継承されている。
本作品は無限35周年記念のコラボレーション企画の一環として、2009年9月から2011年10月まで自動車雑誌『ベストカー』（講談社ビーシー）で連載された。劇中では本田博俊などの実在する無限の関係者が物語の随所で登場する。

## ストーリー
幼くして親と離れ離れになり、大阪で教会を営む矢島神父に引き取られて育った悪ガキの瓶治と怜。ある男からカバンをくすねてスーパーカブで逃げようとするが、オート三輪で驚異的なスピードで追ってきた男はあっさりとカバンを取り返すと、「いい物をやる」と言い、2人に親指大の小さな塊を渡す。それは、ある天才ドライバーの「6本目の足の指の骨」であるという。2人はその「指の骨」をタイムカプセルに埋め、同じく矢島教会で育った和を交えた3人で「自動車レースに出て世界一になる」という誓いを立てた。
そして時は流れ、昭和45年（1970年）。応援団の団長として日々抗争を繰り広げていた瓶治の元に、5年前から音信不通だった怜が大きな荷物を引き摺って戻ってきた。荷物の正体はヤクザの親分の車から抜き取ったメルセデス・ベンツのエンジン。怜はこのエンジンを元手に、レースに出るための車両を作ろうと言うのである。
その瞬間から瓶治・怜・和は、幼い頃の誓いを果たすためにレースの世界へと突っ走っていく。人との出逢い、思惑、さまざまなモノを巻き込みながら…。

## 登場人物

### いかたこレーシングチーム
瓶治、怜、和の3人が幼い頃の誓いを果たすために立ち上げた、新興レーシングチーム。商店街のいか焼き・たこ焼き屋がメインスポンサーになっている関係で、「いかたこ」のロゴがマシンに入れられていることから、この名称が付いた。
矢島 瓶治（やしま びんじ）
本作の主人公の一人で、いかたこチームのドライバー。親と離れ離れになり、怜・和と共に矢島神父の元で育った孤児。応援団の団長として抗争に明け暮れる毎日を送る。幼い頃に怜と共にタイムカプセルを埋めて以来、レースで世界一になるという誓いを立てている。
怜と共に「なんぴとたりとも俺らの前は走らせへんどーッ!」と、シリーズの主人公らしい雄たけびをあげることもある。かなりの怪力で、自動車のエンジンを肩に担いで歩くことが出来るほど。大柄な体型と怪力とは裏腹に冷静な側面も持ち合わせており、怜の短気を諌めることもしばしば。
高島 怜（たかしま れい）
本作の主人公の一人。幼い頃に親に連れられて矢島教会に預けられた。5年前から大阪を離れて音信不通になっていたが、瓶治・和と共に誓った夢を果たすために大阪に戻ってきた。放浪の目的は実の親を捜し出す事でもあったが、再会した母の姿を目の当たりにして「自分の故郷は矢島教会である」と再認識するに至った。旅の途中で「世界のホンダ」の創業者・本田宗一郎の息子である本田博俊とも知り合い、瓶治に紹介している。
普段は明るく陽気な男だが、自分を教会の前に捨てた親を犬のように四つんばいになって必死に追いかけたという悲惨な記憶があり、苛立ちが頂点に達するとその記憶がフラッシュバックしてしまい、冷静さを一気に失ってしまうという悪癖がある。ドライビングセンスは瓶治より優れた一面をのぞかせることもあったが、富士スピードウェイでのストックカーレースで余裕のトップ走行中、周回遅れの車に苛立った際にこの悪癖が出て、無理な追越しをしようとして大クラッシュ。右足の膝から下を失うという大怪我を負ってしまった。しかし不屈の精神で明るく復活し、チームのメインドライバーの座を瓶治に譲り、自分はチーム監督になる。その後、東邦タイヤの社長が自分の父であると疑り、母と自分を捨てた恨みをぶつけるために復讐を企てる。
西野 和子（にしの かずこ）
瓶治・怜の幼馴染。「和（かず）」というニックネームで呼ばれることが多い。レースクイーン兼社長として、3人で作るレーシングチームを盛りたてていこうと誓っている。たこ焼き作りの名手で、教会で行われる炊き出し等に積極的に協力している。
経営者としての才覚を随所で見せ、チームの資金を集めるために商店街の店々をまわって小額寄付を募るなど、草の根活動でチームの下地を作り上げていった。その一方で、資金繰りに夢中になるあまり、ヤクザの賭場にまで乗り込んでいってしまうなど、一本気すぎるきらいがある。
企画当初は和代と言う名前であった。
ホンダ ソーイチロー
本田宗一郎と同じ名前である、自動車解体業を営む中年男性。瓶治と怜に「足の指の骨」を渡した張本人。昔は富士スピードウェイでレースをした経験もあるらしい。本業の傍らでFJ1600のマシンを開発し、いかたこチームのマシンとして出場させる。
マツシタ コーノスケ
パナソニック創業者の松下幸之助と同じ名前である中年男性。ホンダソーイチローのパートナー。

### 無限
本田博俊が立ち上げたチーム。チーム名には「無限の彼方へ行く」という願いがこめられている。
本田 博俊（ほんだ ひろとし）
本田技研工業の創業者である本田宗一郎の息子。自身もレーシングドライバーとしてハンドルを握るが、友人でもある生沢徹や浮谷東次郎といった天才たち、また偉大な業績を持つ父との差を痛感している。
涼宮 涼子（すずみや りょうこ）
本来は事務員として採用された女性だが、入社当初から「私はドライバーとして入社した」と言い張り、根負けした博俊がドライバーとして採用した。男性をもしのぐ度胸とテクニックを持ち合わせ、デビュー当初から大きな注目を浴びる。
実は、博俊が幼い頃に近所づきあいで遊んでやった子供で、博俊を追いかけ続けてレース業界に入ったという執念の人でもある。

### その他
矢島 神父（やしましんぷ）
瓶治・怜・和の3人を引き取って親代わりとして育ててきた。以前、教会が火災で焼け落ちた際に妻を亡くしている。
ヤクザの親分
暴力団「通天閣連合」の親分。風俗店で遊んでいる最中に、路上駐車していた愛車のベンツからエンジンを抜き取られてしまった。犯人を矢島教会の者と特定して神父を人質に取り、瓶治に車の弁償代と神父の身代金として合計5,000万円という、法外な金額を支払う旨の念書にサインさせた。
東邦タイヤ社長
大手タイヤメーカー「東邦タイヤ」の社長。瓶治の熱い走りっぷりに目をつけ、いかたこレーシングチームのタイヤサプライヤーとなる。怜の実の父ではないかと疑われている。
その他、若かりし頃の赤木総一郎、幼少時の軍馬やタモツ、軍馬の母らしき人物もごく一部に登場している。